# Abodi Nagy Béla

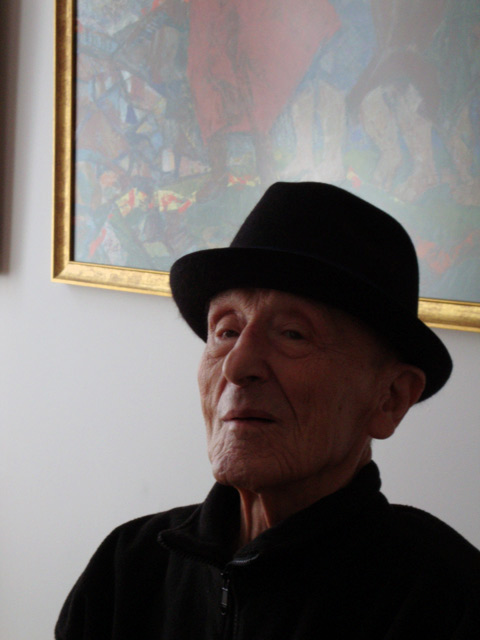
Abodi Nagy Béla

Abodi Nagy Béla (n. 13 iulie 1918, Eliseni, România – d. 9 decembrie 2012, Budapesta, Ungaria) a fost un pictor român de etnie maghiară.
Între 1936 și 1940 a studiat la Academia de Belle Arte din București cu Camil Ressu și a continuat studiile la Universitatea de Arte din Budapesta ca elev al lui Szőnyi István (1894–1960) și a continuat cu studii de master (1941-1942).
În timpul celui de-al Doilea Război Mondial a fost înrolat timp de 5 ani în armata Ungarei iar între 1945 și 1948, a fost prizonier de război în URSS.
A devenit profesor la Universitatea de Artă și Design "Ion Andreescu" din Cluj, unde a lucrat din 1949 până în 1983, fiind cel care a îndrumat mai multe generații de artiști.
Până în 2008 a locuit la Cluj-Napoca, după care s-a mutat la Budapesta.
A decedat, în al 95-lea an al vieții, în Budapesta și a fost înmormântat vineri, 14 decembrie 2012, în Cimitirul Central din Cluj-Napoca.

## Opera
În volumul publicat de Bajor Andor în 1986 apar următoarele reproduceri:
Nagyanyám [Bunica mea] (1943), Templomban [În biserică] (1943), Zsófi (1952), Csíkos ruhás nő [Femeie cu rochie în dungi] (1956), Részegek II [Bețivi II] (1957), Eső után [După ploaie] (1960), Géza (1961), Elégia [Elegie] (1964), Hazai táj [Peisaj natal] (1965), Várakozók [Așteptare] (1967), Tavasz [Primăvară] (1968), A jövő fénye [Lumina viitorului] (1972), Mezei virágok [Flori de câmp] (1974), Búcsúzás [Rămas bun] (1975), Falusiak [Săteni] (1974), Együtt [Împreună] (1982), Éva (1940), Szemben az ablakkal [În fața ferestrei] (1943), Vasárnap délután [Duminică după amiază] (1944), Hójában [În Hoia] (1951), Önarckép [Autoportret] (1952), Gyermekek [Copii] (1952), Fónagy elfogatása (1953), Elválás [Despărțire] (1955), Télutó [Sfârșit de iarnă] (1955), Őszi verseny [Întrecere de toamnă] (1955), Olvasók [Cititori] (1956), Tárgyalás [Discuție] (1957), Klári (1957), Menekülés [Refugiu] (1957), Lakodalom [Nuntă] (1958), Hazafelé [Spre casă] (1958), Diáklány [Elevă] (1963), Leányarc [Chip de fată] (1964), Férfifej [Cap de bărbat] (1964), Özvegyek [Văduve] (1965), Barátnők [Prietene] (1966), Leányok [Fete] (1967), Aszonyok [Femei] (1967), Várakozó [Așteptare] (1968), Régi Kolozsvár [Clujul vechi] (1970), Fekete blúzos leány [Fată cu bluză neagră] (1972), Ősz felé [Spre toamnă] (1973), Élő emlék [Amintire vie] (1974), Munkába menők [Mergând la muncă] (1974), Család [Familie] (1976), Mezei ünnep [Sărbătoare câmpenească] (1976), Női arckép [Portret de femeie] (1976), Pisze [Cârn] (1977), Nemzedékek [Generații] (1977), Sárgahajú nő [Femeie cu păr galben] (1978), Gyümölcsszedők [Culegători de fructe] (1978), Találkozás [Întâlnire] (1979), Délutáni melankólia [Melancolie de după amiază] (1980), Csendélet gyümölccsel, virággal [Natură moartă cu fructe și flori] (1980), Forrás [Izvor] (1980), Bartók Béla (1981), Georgina (1983), Kendős asszony [Femeie cu batic] (1983), Jegyesek [Logodnici] (1984).

## Donație
La vârsta de 94 de ani, Abodi Nagy Béla, fost rector al Universității de Arte Plastice din Cluj, a donat trei lucrări pentru Muzeul de Artă al Transilvaniei în curs de a fi înființat la Sfântu Gheorghe.

## Distincții
- Medalia Muncii (9 iunie 1954) „pentru merite deosebite în domeniul artelor plastice”[6]